# Tapeinia pumila
Tapeinia pumila (G.Forst.) Baill. – gatunek rośliny należący do monotypowego rodzaju Tapeinia Comm. ex Juss. z rodziny kosaćcowatych (Iridaceae), występujący endemicznie w tundrze subantarktycznej na Ziemi Ognistej w południowej Argentynie i południowym Chile. 

## Morfologia
Małe, wieloletnie, wiecznie zielone rośliny poduszkowe. Pędem podziemnym jest kłącze. Liście równowąskie, stłoczone w dwóch rzędach. Pędy kwiatostanowe zakończone jednokwiatowym kwiatostanem. Kwiaty bladoróżowe, z zewnątrz zielonkawe. Listki okwiatu niemal równe, mniej więcej wolne. Nitki pręcików wzniesione, zrośnięte w dolnej połowie. Główki pręcików wzniesione. Szyjka słupka rozwidlona na wysokości mniej więcej połowy długości pręcików na trzy smukłe odgałęzienia dłuższe od pręcików. Owocami są kuliste, drewniejące torebki zawierające w dolnej części każdej komory odwrotnie jajowate nasiona.

## Systematyka
Gatunek z monotypowego rodzaju Tapeinia z plemienia Sisyrinchieae w podrodzinie Iridoideae z rodziny kosaćcowatych (Iridaceae). 

## Nazewnictwo
Etymologia nazwy naukowejNazwa rodzaju pochodzi od greckiego słowa ταπεινός (tapeinos – niski, skromny). Łaciński epitet gatunkowy oznacza karłowata.
Nazwa zwyczajowaNazwa zwyczajowa tej rośliny w języku hiszpańskim to lirio enano (lilia karłowata).
Synonimy nomenklaturowe
- (bazonim) Ixia pumila G.Forst., Commentat. Soc. Regiae Sci. Gott. 9: t. 2 (1789)
- Witsenia pumila (G.Forst.) Vahl, Enum. Pl. Obs. 2: 48 (1805)
- Sisyrinchium pumilum (G.Forst.) Hook.f., Fl. Antarct. 2: t. 129 (1846)

Synonimy taksonomiczne
- Ixia magellanica Lam., Tabl. Encycl. 1: 109 (1791)
- Tapeinia magellanica (Lam.) J.F.Gmel., Syst. Nat. ed. 13[bis]: 108 (1791)
- Moraea magellanica (Lam.) Willd., Sp. Pl., ed. 4, 1: 241 (1797)
- Witsenia magellanica (Lam.) Pers., Syn. Pl. 1: 42 (1805)
- Galaxia magellanica (Lam.) Steud., Nomencl. Bot. 1: 349 (1821)